# Fouchères-aux-Bois
Fouchères-aux-Bois ist eine französische Gemeinde mit 133 Einwohnern (Stand: 1. Januar 2022) im Département Meuse in der Region Grand Est. Sie gehört zum Kanton Ligny-en-Barrois und zum Arrondissement Bar-le-Duc.
Nachbargemeinden sind Maulan im Norden, Ligny-en-Barrois im Nordosten, Villers-le-Sec im Osten, Dammarie-sur-Saulx im Süden, Le Bouchon-sur-Saulx im Südwesten, Ménil-sur-Saulx im Westen sowie Nant-le-Petit im Nordwesten.

## Bevölkerungsentwicklung

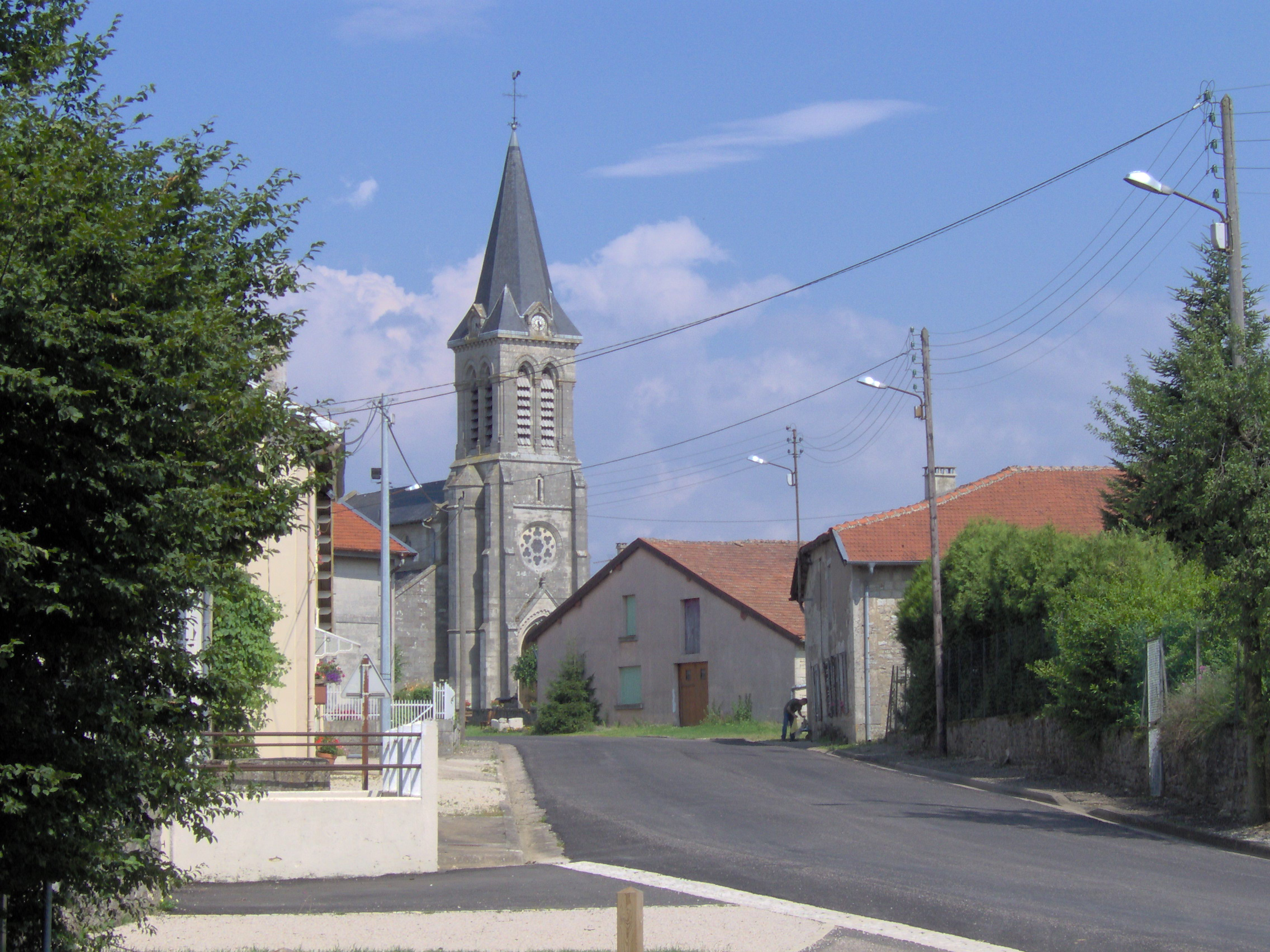
Kirche Saint-Laurent

| Jahr      | 1962 | 1968 | 1975 | 1982 | 1990 | 1999 | 2008 | 2019 |
| --------- | ---- | ---- | ---- | ---- | ---- | ---- | ---- | ---- |
| Einwohner | 143  | 130  | 124  | 138  | 134  | 135  | 139  | 127  |